# Manfalút
Manfalút (arabsky منفلوط‎) je město v Egyptě. Leží na západním břehu Nilu v guvernorátu Asijút, přibližně 350 kilometrů na jih od Káhiry. V roce 2005 mělo zhruba 84 tisíc obyvatel.
Město je sídlem titulárního biskupství Koptské pravoslavné církve.